# Joseph Delboeuf

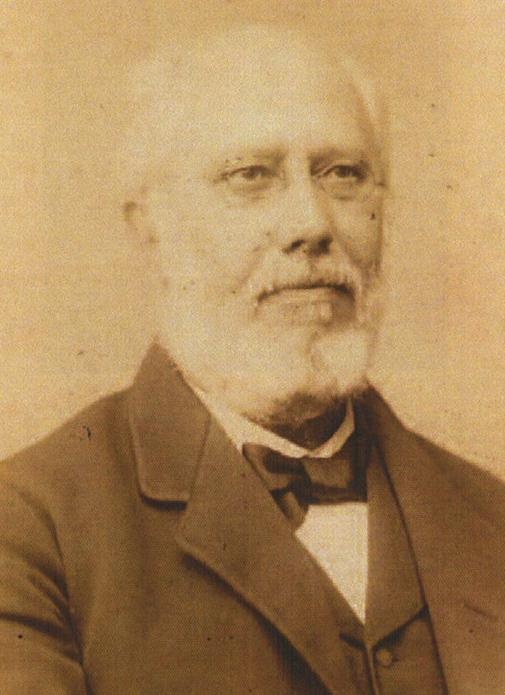
Joseph Delboeuf (1891)

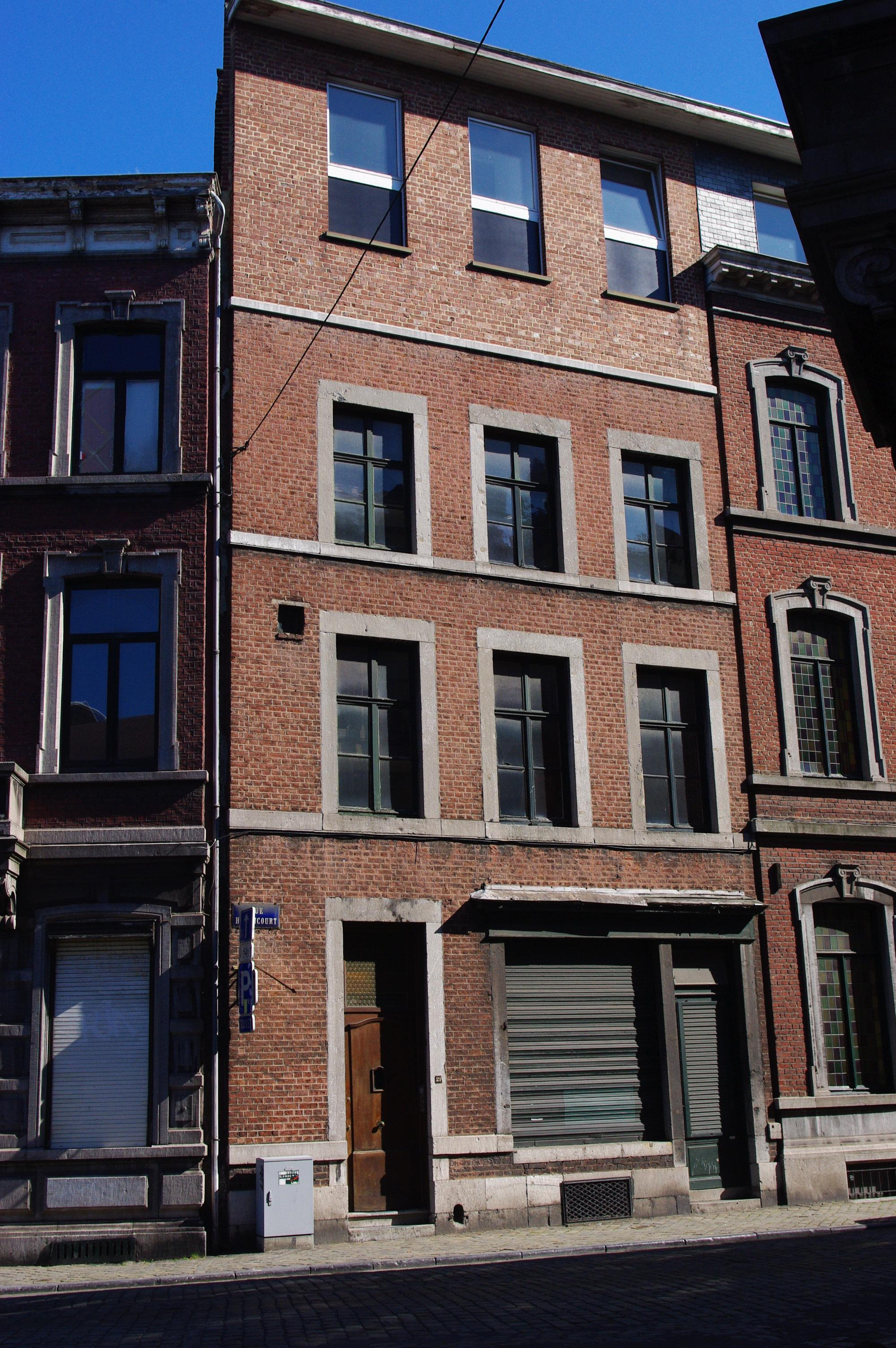
Maison de Joseph Delboeuf (1879) à Liège, 21, rue Hemricourt

Joseph (Rémi Léopold) Delboeuf  (* 1. Oktober 1831 in Lüttich; † 13. August 1896 in Bonn) war ein belgischer Philosoph, Mathematiker und Psychologe; er war Professor an den Universitäten in Lüttich und in Gent. Er veröffentlichte Werke zu einer Vielzahl von Themen, darunter auch zu den heilenden Wirkungen der Hypnose. Als experimenteller Psychologe befasste er sich mit visuellen Täuschungen, darunter auch mit der Delboeuf-Täuschung. Er verstarb, während er sich auf dem Weg zum 3. Internationalen Psychologiekongress in München befand.

## Leben
Delboeuf wurde in Lüttich als Sohn eines Zinngießers in bescheidenen Verhältnissen geboren. Erst im Alter von neun Jahren wurde er zur Schule geschickt. Als brillanter Schüler erhielt er nach dem frühen Tod seines Vaters eine Stelle als Hauslehrer. Dies ermöglichte es ihm, seine Studien fortzusetzen. Er promovierte in Lüttich 1855 zum Doktor der Philosophie, drei Jahre später erwarb er ein weiteres Doktorat in Physik und Mathematik. Aufgrund eines Stipendiums konnte er danach an der Universität Bonn bei Friedrich Ueberweg seinen eigenen Forschungen nachgehen. 1860 begann er, an der l’Ecole Normale des Humanités de Liège, griechische und lateinische Philologie zu unterrichten. 1863 erhielt er eine Stelle als Dozent (Maître de conférences) in Lüttich; nach einigen Monaten wurde er auf einen Lehrstuhl für Philosophie an der Universität Gent berufen.

## Werk

### Mathematik
Während seiner Zeit in Bonn erschien sein Werk Prolégomènes philosophiques à la géométrie. Darin stellte er das Konzept des euklidischen Raums seines Mentors Ueberweg in Frage. Er argumentierte, dass wir zunächst die Begriffe „Bestimmung“ und „Raum“ verstehen müssen, um mit Hilfe der Geometrie die grundlegenden Eigenschaften von „Raumbestimmungen“ zu finden. In dieser Abhandlung entdeckte er das euklidische Postulat 5, dieses besagt, dass, wenn eine Linie zwei Geraden schneidet, die zusammen zwei Innenwinkel auf derselben Seite bilden, deren Summe weniger als 180 Grad beträgt, sich die beiden Geraden auf dieser Seite treffen müssen. Dieses Werk enthält auch den Vorschlag, die Begriffe Homogenität und Isogenität als die eigentlichen Grundbegriffe der Geometrie zu verwenden.

### Philosophie
Diese frühen geometrischen Überlegungen führten ihn zum Freiheitsproblem. Nachdem er im homogenen Raum die perzeptiven Grundlagen der Geometrie aufgefunden zu haben meinte, wante er sich dem Problem der Zeit zu und entdeckt in dieser die wahre Dimension der Freiheit. Jede Willkürbewegung ist Ursache einer Diskontinuität in der Welt des Handelnden. Das Subjekt sei aufgrund der Spontaneität seiner Handlungen Ursache einer unaufhörlichen Umgestaltung des Universums. In dieser unvorhersehbaren Unterbrechung der Kontinuität durch menschliches und tierisches Handeln sei der Grund der Freiheit zu sehen. Wenn aber das Handeln die Welt verändert, dann können die Dinge und die zwischen ihnen bestehenden Beziehungen nicht unabhängig von der Wahrnehmung des Subjekts gedacht werden. Auf diesem Weg stieß er auch auf die Psychophysik.

### Psychophysik
Delboeuf führte zunächst psychophysikalische Experimente an der Universität Gent durch. Dabei beschäftigte er sich hauptsächlich mit dem Weber-Fechner-Gesetz.
{\displaystyle S=K\log I}
Dabei steht S für die Stärke einer Empfindung, I für die Intensität eines äußeren Reizes und K ist eine Konstante.
Delboeuf schlug zwei wesentliche Änderungen an Fechners Formel vor. Die erste Änderung bezog sich auf mathematische Aspekte. Er argumentierte, dass Fechners Formel in einigen Fällen zu negativen Werten für S führen würde. Wenn zum Beispiel {\displaystyle I=0}, dann {\displaystyle S<0}. Er schlug vor, dass die Formel nicht auf alle Fälle anwendbar sei, da ein negativer Wert für S keinen Sinn ergebe. Zum Beispiel sei die Formel nicht anwendbar, wenn die Stärke einer Empfindung dazu führe, dass ein äußerer Reiz nicht wahrgenommen werden könne (z. B. aufgrund von Blendung), wäre die Formel nicht anwendbar. Um dieses Problem zu lösen, fügte Delbeouf einen Term am Ende der Fechnerschen Gleichung hinzu:
{\displaystyle S=K\log {\frac {I+c}{c}}}
Dabei steht c für das physiologische Grundniveau der Sinneserregung.
Seine zweite Änderung der Fechnerschen Formel war die Hinzufügung einer zusätzlichen Gleichung:
{\displaystyle f=\log {\frac {m}{m-I'}}}
Dabei steht f für den Grad der Ermüdung des Sinnesorgans durch einen Reiz, m für die verfügbare Empfindlichkeit des Organs und I für die Intensität des Reizes. Diese zusätzliche Gleichung würde die Veränderung berücksichtigen, die ein Sinnesorgan aufgrund der Stärke der Erregung durch einen äußeren Reiz erfährt. Durch Hinzufügen dieser Gleichung berücksichtigte Delboeuf die Ermüdungseffekte, die Empfindungen auf Sinnesorgane haben.

### Hypnose
Nachdem er sich vor allem bei Hippolyte Taine, Jean-Martin Charcot, Alfred Binet und Charles Féré in Paris und dann bei Ambroise-Auguste Liébeault und Hippolyte Bernheim in Nancy eingehend mit der Hypnose beschäftigt hatte, wurde er ein überzeugter Verfechter der Hypnose in ihren verschiedenen Konzepten und Anwendungen. Delboeuf behandelte beispielsweise eine Frau, die durch den Tod ihres Sohnes traumatisiert war. Er beseitigte ihre Symptome, die an die schrecklichen Umstände des Todes ihres Sohnes erinnerten, indem er sie diese Erlebnisse im hypnotischen Zustand mehrmals wieder durchleben ließ. Delboeuf erklärte, wie der Magnetisierer den Heilungsprozess unterstützt: Er versetze das Subjekt in einen Zustand, in dem sich das Übel manifestiert hat, und bekämpfe durch Sprechen das wiederkehrende Übel.
Er beschäftigte sich auch mit dem Problem der posthypnotischen Suggestion und der Amnesie beim Aufwachen aus dem hypnotischen Zustand. Die Versuchspersonen können sich bekanntlich, wenn sie aufwachen, nicht an eine Suggestion erinnern, weil die Erinnerung nur im traumähnlichen oder hypnotischen Zustand verfügbar sei. Man kann sich jedoch an Träume erinnern, wenn man inmitten eines Traum aufwacht, weil der Wachzustand und der Traumzustand in diesem Moment eine Brücke bilden. Er sagte voraus, dass die Versuchspersonen in der Lage sein sollten, sich an ihre hypnotische Suggestion zu erinnern, wenn sie mitten in dem Hypnosezustand geweckt wurden. Sein Vorhersagen konnte er in mehreren Experimenten mit Versuchspersonen, die mitten in einem hypnotischen Schlaf geweckt wurden und sich an alles erinnerten, überprüfen. Seine Experimente überzeugten ihn von der Ähnlichkeit von normalen Träumen und hypnotischen Zuständen.
Er war auch ein Befürworter von Hypnose-Suggestions-Demonstrationen im Theater, was bei anderen Wissenschaftlern verpönt war. Der Schweizer Neurologe Paul-Louis Ladame sprach sich vehement dagegen aus, dass die Hypnose von Nicht-Medizinern angewendet werden dürfe. 1890 forderte Delboeuf in Magnétiseurs et Médecins, „dass jeder unter seiner eigenen Verantwortung öffentlich oder privat hypnotisieren kann“.

### Psychologie
Delboeuf postulierte einen Muskelsinn bei der Frage, inwieweit sich eine Person der Ereignisse bewusst sein könnte, die ihren eigenen aktiven Muskelbewegungen innewohnen; dieser sei als Hilfe bei der Einschätzung räumlicher Entfernungen zu betrachten. Dies wurde auch von William James anerkannt.

Bild 1. Delboeuf-Täuschung. Die vollen schwarzen Kreise sind gleich groß.

Bekannt wurde er auch durch die Deutung der nach ihm benannten Delboeuf-Täuschung von 1865. Sie bezieht sich auf die Tatsache, dass ein schwarzer Kreis, der von einem nahe gelegenen konzentrischen Kreis umgeben ist, subjektiv größer erscheint als der gleich große schwarze Kreis, der von einem weiter entfernten konzentrischen Kreis umgeben ist. Ein Anwendungsaspekt dieser optischen Täuschung ist, dass man sich bei kleineren Tellern weniger Essen auflädt als bei großen; bei großen Tellern nimmt sich die Portion hingegen kleiner aus, als sie in Wirklichkeit ist.
Delboef hat bereits 1880 und vor den Arbeiten von Hermann Ebbinghaus eine klare Unterscheidung zwischen dem heute so genannten impliziten Gedächtnis und dem expliziten Gedächtnis getroffen hat.

## Publikationen (Auswahl)
- Prolégomènes philosophiques de la géométrie et solution des postulats. Desoer, Liége 1860 (dt. Übersetzung Friedrich Überweg, Muquardt, Leipzig 1860). (Nachdruck Kessinger Publishing 2010).
- De la moralité en littérature (1861).
- Note sur certaines illusions d'optique; essai d'une theorie psychophysique de la maniere dont l'oeil apprecie les distances et les angles (1865).
- Essai de logique scientifique: Prolégomènes suivis d'une étude sur la question du mouvement considérée dans ses rapports avec le principe de contradiction. Desoer, Liège 1865.
- Seconde note sur de nouvelles illusions d'optique: Essai d'une theorie psychophysique de la maniere dont l'oeil apprecie les grandeurs. (1865).
- De la psychologie comme science naturelle, son présent et son avenir (1875).
- Théorie générale de la sensibilité. Mémoire contenant les éléments d'une solution scientifique des questions générales relatives. Hayez, Bruxelles 1875.
- La psychologie comme science naturelle. Son présent et son avenir; application de la méthode expérimentale avec phénomènes de l'âme. Baillière, Paris 1876.
- Logique algorithmique. Essai sur un système de signes appliqué a la logique; avec une introduction ou sont traitées les questions générales relatives. Desoer, Liége 1877.
- Examen critique de la loi psychophysique Sa Base Et Sa Signification. Paris 1883 (Nachdruck Kessinger Publishing 2010).
- Le Sommeil et les rêves et autres textes. Félix Alcan, Paris 1885 (Nachdruck Paris: Fayard, 1993).
- La mémoire chez les hypnotisés. (1886).
- De l'influence de l'éducation et de l'imitation. (1886).
- Une Visite à la Salpêtrière. Merzbach et Falk, Bruxelles 1886.
- La matière brute et la matière vivante: étude sur l'origine de la vie et de la mort. Baillière, Paris 1887 (Nachdruck HACHETTE LIVRE, 2012, ISBN 978-201268-228-3).
- De l’origine des effets curatifs de l’hypnotisme: Etude de psychologie expérimentale. Baillière, Paris 1887.
- De la prétendue veille somnambulique. (1887).
- Le Magnétisme animal. Á propos d'une visite à l'École de Nancy. Félix Alcan, Paris 1889.
- Etude critique de la loi psychophysique de Fechner. (Nachdruck L’HARMATTAN 2006).
- L'hypnotisme et la liberté des représentations publiques. Desoer, Liege 1888.
- gem. m. Alfred Fouillée: La vie consciente et inconsciente: La psychologie comme science naturelle. (Nachdruck EHS 2023).
- Magnétiseurs et médecins. Félix Alcan, Paris 1890.
- La matière brute et la matière vivant: Étude sur l'origine de la vie et de la mort. Alcan, Paris 1887 (Nachdruck CreateSpace Independent Publishing Platform 2014).
- Essai de logique scientifique. (Nachdruck Wentworth Press 2018).
- Éléments de psychophysique générale & speciale. (Nachdruck Nabu Press 2010).
- La Psychologie comme science naturelle, son présent et son avenir: Application de la méthode expérimentale aux phénomènes de l'âme. (dt. Die Psychologie als Naturwissenschaft, ihre Gegenwart und ihre Zukunft: Anwendung der experimentellen Methode auf die Phänomene der Seele.) Hansebooks Verlag, Norderstedt 2018 (Nachdruck), ISBN 978-3-337-46326-7.
- Etude critique de la loi psychophysique de Fechner. (dt. Kritische Studie zu Fechners psychophysischem Gesetz. [Nachdr. der Ausg. von Bailliere, Paris 1875] Harmattan, Paris 2006, ISBN 2-296-00872-0.)
- La géométrie Euclidienne sans le postulatum d'Euclide. Hermann, Paris 1897.

## Ehrungen
- Am 14. Dezember 1877 wurde er zum Korrespondenten der Académie royale des Sciences et Belles-Lettres in Brüssel ernannt und am 15. Dezember 1887 wurde er Mitglied dieser Institution.[5]
- In Lüttich gibt es ihm zu Ehren die Rue Joseph Delboeuf.

## Privates
Delboeuf war verheiratet mit Marie Joséphine Elisabeth Ducros. Das Ehepaar hatte den Sohn Charles Henri Joseph Delboeuf (* 29. Juni 1872).